# 洞爺站
洞爺車站（日语：／ Tōya eki */?）是一個位於日本北海道虻田郡洞爺湖町旭町，由北海道旅客鐵道（JR北海道）所經營的鐵路車站，是室蘭本線沿線的車站之一。開業時名為虻田車站（日语：／），1962年改為現在的名稱。
名稱源自阿伊努語的「to-ya」（湖岸）。

## 車站結構
側式月台、島式月台複合型2面3線的地面車站。各月台以東室蘭方向的跨線天橋聯絡。

### 月台配置
| 月台 | 路線      | 方向 | 目的地           |
| ---- | --------- | ---- | ---------------- |
| 1    | ■室蘭本線 | 上行 | 長萬部、函館方向 |
| 2、3 | ■室蘭本線 | 下行 | 東室蘭、札幌方向 |

## 相鄰車站
北海道旅客鐵道
■室蘭本線
■特急「北斗」2號
通過
■特急「北斗」（2號除外)
長萬部（H47） - 洞爺（H41） - 伊達紋別（H38）
■普通列車
豐浦（H42）－洞爺（H41）－（北入江信號場）－有珠（H40）

### 曾經存在的路線
洞爺湖電氣鐵道
洞爺湖電氣鐵道線
虻田－見晴

## 外部連結
- JR北海道洞爺站網頁。 （页面存档备份，存于）（日語）